# فرناندل
فرناندل (فرانسوی: Fernandel‎) (زاده ۳ مه ۱۹۰۳ و درگذشته ۲۶ فوریه ۱۹۷۱) خواننده، بازیگر و کارگردان اهل فرانسه بود. او که در جوانی در سالنهای نمایش مارسی، شهر زادگاه خود آوازه خوانی می کرد، در ۱۹۲۸ روانهٔ پاریس شد و در سالن مجلل موسیقی بوبینو به اجرای آواز کمیک پرداخت و این اجرا برای او شهرت به ارمغان آورد. فرناندل با بازی در چند فیلم نظیر دختر چاه‌کن (۱۹۴۱) توپاز (۱۹۵۱) به کارگردانی مارسل پانیول، دنیای کوچک دون کامیلو (۱۹۵۲) و دور دنیا در هشتاد روز، ترانه یک دریانورد، دن کامیلو و عالی‌جناب پپونه و دن کامیلو: عالی‌جناب به اوج شهرت رسید.